# شارلوت، أميرة ملكية
شارلوت، الأميرة الملكية (بالإنجليزية: Charlotte, Princess Royal)‏ (بالألمانية: Charlotte Auguste von Großbritannien, Irland und Hannover)‏ (شارلوت أوغستا ماتيلدا، 29 سبتمبر 1766 - 5 أكتوبر 1828) ملكة فورتمبيرغ وزوجة الملك فريدريك كانت الابنة الأولى و الطفلة الرابعة لجورج الثالث ملك المملكة المتحدة.